# Macrostomus digitatus
Macrostomus digitatus är en tvåvingeart som beskrevs av Smith 1962. Macrostomus digitatus ingår i släktet Macrostomus och familjen dansflugor. Inga underarter finns listade i Catalogue of Life.